# Madi Khola
Der Madi Khola (auch Madi Nadi) ist ein linker Nebenfluss des Seti Gandaki in der zentralnepalesischen Verwaltungszone Gandaki.
Der Madi Khola hat seinen Ursprung auf einer Höhe von zirka 2500 m im Kapuche-See, einem Gletscherrandsee an der Südflanke der Annapurna II. Von dort strömt er in einem engen Tal in südlicher Richtung durch den Südteil des Annapurna-Massivs. 
Nördlich von Lekhnath verlässt der Fluss das Hochgebirge und wendet sich nach Ostsüdost. Der Oberlauf des Madi Khola liegt im Distrikt Kaski. Der Mittellauf folgt der Distriktgrenze von Kaski im Westen und dem östlich gelegenen Lamjung. Der Fluss wendet sich allmählich nach Südsüdost und erreicht den Distrikt Tanahu. Bei Vyas mündet er schließlich in den Seti Gandaki. 
Der Madi Khola hat eine Länge von zirka 70 km. 

## Wasserkraftnutzung
Am Oberlauf des Madi Khola entsteht zurzeit am linken Flussufer auf einer Höhe von 1055 m ein Wasserkraftwerk (44 MW). Das Flusswasser wird auf einer Höhe von 1360 m abgeleitet und über einen 5905 m langen Stollen und eine 1381 m lange Druckleitung dem Kraftwerk zugeführt. Der Ausbaudurchfluss liegt bei 18 m³/s, die Druckhöhe bei 295 m. Die voraussichtliche Jahresleistung liegt bei 243 GWh. Es wird von einer Bauzeit von 4 Jahren ausgegangen. Das Wasserkraftprojekt liegt in einem Gebiet mit häufigen Erdrutschen.